# Dickcissel
De dickcissel (Spiza americana) is een zangvogel uit de familie Cardinalidae (kardinaalachtigen).

## Kenmerken
Deze 16 cm lange vogel heeft een gele borst, een grijze rug en dito kop met een gelige wenkbrauwstreep en roodbruine schouderveren. Mannetjes herkent men aan de zwarte keelvlek.

## Verspreiding en leefgebied
Deze soort broedt in centraal en zuidelijke VS en overwintert in Zuid-Amerika.